# پائولا انگلند
پائولا اس. انگلند (به انگلیسی: Paula S. England) یک جامعه‌شناس آمریکایی و استاد دانشگاه نیویورک است. تحقیقات او بر نابرابری جنسیتی در بازار کار، خانواده و تمایلات جنسی تمرکز داشته‌است. او همچنین تفاوت‌های طبقاتی در پیشگیری از بارداری و زایمان‌های غیرمجاز را مورد مطالعه قرار داده‌است.

## تحصیلات
انگلند لیسانس جامعه‌شناسی و روانشناسی را از کالج ویتمن در سال ۱۹۷۱، کارشناسی ارشد علوم اجتماعی از دانشگاه شیکاگو در ۱۹۷۲ و دکترای خود را در ۱۹۷۵ از دانشگاه شیکاگو دریافت کرد.

## کارها
انگلند به عنوان استاد دانشگاه تگزاس-دالاس، دانشگاه آریزونا، دانشگاه پنسیلوانیا، دانشگاه شمال غربی، دانشگاه استنفورد و دانشگاه نیویورک فعالیت کرده‌است. وی از اوت ۲۰۱۴ تا اوت ۲۰۱۵ به عنوان رئیس انجمن جامعه‌شناسی آمریکا بوده‌است.
تحقیقات انگلند نشان داد که زنان و مردان هر دو در صورت اشتغال عمدتاً زنانه، حتی پس از تعدیل اختلافات بین مشاغل در مهارت و تحصیلات مورد نیاز، درآمد کمتری کسب می‌کنند. وی این را نوعی تبعیض جنسی دانست که از عدم پرداخت حقوق برابر برای کار برابر و جدا از تبعیض استخدام علیه زنان در تلاش برای ورود به کار است. وی تصریح کرد که کارفرمایان - آگاهانه یا ناخودآگاه - هنگام تعیین سطح دستمزد، ترکیب جنسی مشاغل را در نظر می‌گیرند، طوری عمل می‌کنند که انگار مشاغل انجام شده توسط زنان نمی‌تواند ارزش زیادی داشته باشد این تعصب نشان دهنده کاهش ارزش فرهنگی کلی زنان و نقشهای مرتبط با زنان است و بی تحرکی نهادینه این تعصب را به ساختارهای دستمزد تبدیل می‌کند. او همچنین نشان داد که وقتی مشاغل زنانه می‌شوند، دستمزد آنها کاهش می‌یابد و آن را یک انقلاب جنسیتی «نابرابر و متوقف شده» نامیده‌است.
انگلند همچنین در این خصوص که چگونه هنجارهای جنسیتی فرهنگ هوشیار کالج را که دارای جنس غیر مرتبط است ساختار می‌دهند، مورد تحقیق قرار داده‌است.

## جوایز
- در سال ۱۹۹۹، انجمن جامعه‌شناسی آمریکا او را با دریافت جایزه جسی برنارد به خاطر بورسیه تحصیلی برجسته در مورد جنسیت شناخت.[۱۲]
- در سال ۲۰۰۹ او توسط آکادمی علوم سیاسی و اجتماعی آمریکا به عنوان فرانسیس پرکینز انتخاب شد.
- در سال ۲۰۱۰، انجمن جامعه‌شناسی آمریکا در زمینه جامعه‌شناسی خانواده، وی را با جایزه حرفه ممتاز به رسمیت شناخت.[۱۳]
- در سال ۲۰۱۵، انجمن جمعیت آمریکا، جایزه هریت پرس را به دلیل تحقیقات در زمینه جنسیت و جمعیت‌شناسی به وی اعطا کرد.
- در سال ۲۰۱۸ او به آکادمی ملی علوم انتخاب شد.[۱۴]